# Eismann
 (mars 2013).
Si vous disposez d'ouvrages ou d'articles de référence ou si vous connaissez des sites web de qualité traitant du thème abordé ici, merci de compléter l'article en donnant les références utiles à sa vérifiabilité et en les liant à la section « Notes et références ».
Eismann était une filiale française du groupe Toupargel. Spécialisée dans la distribution de produits alimentaires surgelés et d'épicerie dont le siège était à Maromme près de Rouen.

## Historique
Créé en 1974, le groupe allemand Eismann a subi de nombreuses évolutions.
Eismann France est maintenant une filiale autonome, propriété du groupe Toupargel. 

1964 – Création de l’ancienne société Milchhof-Eiskrem GmbH & Co.KG par quatre coopératives de l’alimentation laitière régionale de Cologne, Düsseldorf, Duisbourg et Oberhausen.
1974 – Création d’Eismann : la filiale de vente directe à domicile.
1981 – Démarrage des activités internationales. L'entreprise se développe au-delà de l'Allemagne en Suisse, aux Pays-Bas et en Belgique, au Royaume-Uni, Italie, France, Espagne et Autriche.
1985 – Le groupe Eismann rachète la crème glacée Motta.
1996 – Création de la Holding Schöller par fusion des groupes Eismann et Schöller.
2002 – Rachat par le groupe Nestlé de la Holding Schöller englobant également le groupe Eismann.
2004 – 30 ans du groupe Eismann. Séparation du groupe Nestlé qui revend la Holding Schöller aux responsables en place qui deviennent alors actionnaires majoritaires : nouvelle indépendance de la société Eismann.
2009 – Rachat des activités Family Frost. Le groupe Eismann est maintenant présent en Roumanie, République Tchèque, Hongrie et Portugal.
Fin 2011 – La majorité des actions est vendue au fonds d'investissement Gilde Buy Out Partners situé aux Pays-Bas.
2012 – Le groupe Eismann est présent dans 14 pays d'Europe (Allemagne, Autriche, Belgique, Espagne, France, Hongrie, Italie, Pays-Bas, Pologne, Portugal, République tchèque, Roumanie, Slovénie, Suisse). La filiale Family Frost est présente dans les pays d'Europe de l'Est.
2014 – 40 ans du groupe Eismann. Le groupe poursuit son développement au Brésil.
Le 1er avril 2014 Toupargel (principal concurrent en France) prend le contrôle de 100 % du capital d'Eismann France, jusqu'alors détenu par le groupe allemand Eismann. Eismann France devient une filiale autonome de Toupargel Groupe, avec sa marque et sa gamme de produit.
2015 – Réorganisation de la logistique, les commandes Eismann France sont désormais préparées sur la plate-forme de Toupargel située à Poitiers. Évolution du modèle de vente, du camion-magasin à la télé-livraison.
2016 – Inauguration du nouveau siège social d’Eismann France à Saint-Jean-du-Cardonnay, près de Rouen, le 4 novembre.
2023 – La maison mère Toupargel est placé en liquidation judiciaire par le tribunal de commerce de Lyon, entrainant de fait la liquidation d'Eismann.
La société de déstockage Noz a racheté la totalité du stock de l'entreprise.

## Structure et position sur le marché
Chiffre d’affaires :
Eismann France réalise un chiffre d’affaires d’environ 36 millions d’euros en 2015.
Clients :
Environ 180 000 clients, principalement des foyers.
25 agences qui permettent de livrer 50 départements en France métropolitaine.
Environ 400 employés en France : chargés de la vente, de la prospection et des fonctions supports qui contribuent au fonctionnement de l’entreprise.
Conformément aux dispositions de la loi Avenir du 5 septembre 2018 visant à supprimer les écarts de rémunération entre les femmes et les hommes, l'index égalité femmes-hommes d'Eismann est de 86 points sur un maximum de 100 points, au titre de l'année 2019.